# 黑山足球協會
黑山足球協會（蒙特內哥羅語：Fudbalski savez Crne Gore，西里尔字母：Фудбалски савез Црне Горе，簡稱FSCG）是蒙特內哥羅的足球主管團體，總部設於波德戈里察，負責組織各級聯賽（最高級別是黑山足球甲級聯賽）及黑山國家隊。

## 歷史
黑山足球協會於1931年3月8日以「采蒂涅足球分會」（Cetinjski nogometni podsavez）的名義成立，曾經分別隸屬「南斯拉夫足球協會」、「南斯拉夫联盟共和国足球協會」及「塞爾維亞與蒙特內哥羅足球協會」，在2006年6月28日脫離獨立，於2007年1月26日獲接納為國際足協成員，並於同年5月31日加入歐洲足協。

## 外部連結
- Football Association of Montenegro - Official Site
- Montenegro（页面存档备份，存于） at FIFA site
- Montenegro（页面存档备份，存于） at UEFA site